# Tempio di Giove (Damasco)
Il tempio di Giove è un tempio romano di Damasco dedicato al dio Giove costruito tra Augusto e Costantino II. È posto all'ingresso del suq di Al-Hamidiyah, il principale suq della Siria.

## Storia
Quando i Romani conquistarono Damasco nel 64 a.C. assimilarono la divinità locale Hadad, dio del fulmine e delle tempeste, a Giove e affidarono ad Apollodoro di Damasco il compito di ampliare e modificare il già esistente tempio a lui dedicato, costruito dagli Aramei nei pressi della Grande Moschea degli Omayyadi. I resti di quest'ultimo sono esposti nel Museo nazionale di Damasco.